# متعب بن عبدالله بن عبدالعزیز آل سعود
متعب بن عبدالله بن عبدالعزیز آل سعود (عربی: متعب بن عبدالله بن عبد العزیز آل سعود) وزیر سابق گارد ملی عربستان از ۲۷ می ۲۰۱۳ است
که وی در شامگاه شنبه ۴ نوامبر ۲۰۱۷ به دستور پادشاه عربستان، یعنی ملک سلمان پس از چهار سال ریاست، از سمت ریاست گارد ملی عزل شد.